# رادن
شهر رادن (به آلمانی: Rahden) در ایالت نوردراین-وستفالن در کشور آلمان واقع شده‌است.